# Keszeg
Keszeg es un pueblo ubicado en el condado de Nógrád, Hungría.

## Superficie
Posee una superficie de 9,95 kilómetros cuadrados.

## Demografía
Hasta 2021 la población era de 726 habitantes, con una densidad de población de 72,96 habitantes por kilómetro cuadrado.